# Johan Törnecreutz den yngre
Johan Johansson Törnecreutz före faderns adlande Thuronius (Turonius), född 1699 troligen i Karlskrona, död 9 oktober 1725 i Medelhavet på hemresa från Ostindien, var en svensk arklimästare vid amiralitetet och tecknare.
Han var son till Johan Johansson Törnecreutz och Catharina Malmlod. Törnecreutz blev lärstyrman 1709, ordinarie konstapelmat 1714, extra ordinarie underlöjtnant 1716, löjtnant 1720 och slutligen arklimästare. Som tecknare utförde han en bevarad teckning där han omsorgsfullt har tecknat av fartygen vid en svensk-dansk sjöstrid.